# Macizo de la Hotte
El macizo de la Hotte (En francés, massif de la Hotte; en criollo haitiano, masif Lawòt) es una cadena montañosa situada en el suroeste de Haití, en la península del Tiburón. Hace unos 2,5 millones de años, el macizo de la Hotte se separó del macizo de la Selle por un profundo y amplio canal marítimo, y formó una isla independiente. Esto dio lugar a un semillero de endemismos en las comunidades de aves, plantas y reptiles de la Hotte. El macizo de la Hotte se subdivide en la Hotte oriental en el este, la Hotte central y la Hotte occidental en el extremo occidental de la península de Tiburón. La Hotte occidental está relativamente alejada y es una de las zonas con mayor diversidad biológica de toda La Española. También alberga algunos de los últimos rodales del denso bosque nuboso de Haití en sus cumbres.
Haití cuenta con un sitio del Patrimonio Mundial ubicado aquí. Tras el terremoto de Haití de 2010, el Programa del Patrimonio Mundial de la UNESCO está ayudando a Haití a evaluar los daños.

## Biodiversidad y conservación
La Hotte occidental es la parte más alta y biológicamente más diversa del macizo de la Hotte. Con un nivel máximo de aproximadamente 2.347 m en el Pic Macaya, el segundo pico más alto de Haití, las elevaciones altas y fluctuantes del macizo albergan algunos de los niveles más altos de diversidad biológica y endemismo de La Española.
Entre las zonas de conservación más destacadas del macizo de la Hotte se encuentran cinco parques nacionales, cinco áreas de gestión de Hábitats/Especies, dos áreas protegidas con uso sostenible de los recursos naturales y la mayor cueva de las islas del Caribe, la Grotte Marie Jeanne. Los parques nacionales son: parque nacional de Macaya, parque nacional Grande Colline, parque nacional Deux Mamelles, parque nacional Grand Bois y parque nacional Ile a Vache. Las áreas de manejo de Hábitat/Especies son: Grosse Caye / Zone humide d'Aquin, Olivier / Zanglais, Pointe Abacou, Fond de Cayes, la Cahouane. Las dos áreas protegidas con aprovechamiento sustentable de los recursos naturales son: Jeremie - Abricot y Barcaderes Caymites.
Conservación Internacional reconoce que la región es una de las más urgentes para la conservación en el mundo, en la que se encuentran 13 de las especies más amenazadas de La Española (todos los anfibios). Entre las especies de ranas más amenazadas están Eleutherodactylus chlorophenax y Eleutherodactylus parapelates, dos especies de ranas endémicas de Haití. El trogón de la Hispaniola tiene una presencia reconocida en la región.

### Reserva de la biosfera La Hotte
La reserva de la biosfera La Hotte fue designada por la UNESCO en 2016. La reserva tiene una superficie de 435.193,5 ha (terrestres y marinas), con una zona central de 117.119 ha (terrestres 52.781,5 ha, marinas 64.337,5 ha), una zona de amortiguación de 185.027,5 ha (terrestres 130.074,5 ha, marinas: 54.953 ha), y una zona de transición de 133.047 ha (terrestres 82.423 ha, marinas: 50.624 ha)